# T30 (САУ)
T30 (англ. 75mm Howitzer Motor Carriage T30) — самоходная артиллерийская установка (САУ) США, созданная в период Второй мировой войны, класса самоходных гаубиц. Была создана Абердинским полигоном осенью 1941 — зимой 1942 года на базе полугусеничного бронетранспортёра M3, в качестве переходной машины для скорейшего удовлетворения потребностей армии в САУ непосредственной поддержки для танковых дивизий и разведывательных подразделений. Серийное производство T30 осуществлялось фирмой White Motor Company, всего, двумя сериями в феврале—апреле и в ноябре 1942 года, было выпущено 500 САУ этого типа, из которых 108 были в августе того же года переоборудованы в базовые бронетранспортёры.
T30 впервые были использованы войсками США в бою в ноябре 1942 года в ходе Тунисской кампании и помимо танковых подразделений, использовались также в полковой артиллерии пехотных дивизий. На вооружении танковых и разведывательных подразделений T30 была заменена более совершенными САУ M8, а в пехотных частях — буксируемыми пехотными орудиями M3, однако некоторые части предпочли сохранить САУ и после поступления M3. Войсками США T30 продолжали использоваться в Итальянской кампании по меньшей мере до 1944 года. Некоторое количество T30 было передано силам «Свободной Франции» и оставалось на вооружении Франции и в послевоенный период, используясь в Индокитайской войне в начале 1950-х годов.